# Bare Essentials
Bare Essentials là một bộ phim điện ảnh truyền hình đề tài hài hước lãng mạn của Mỹ năm 1991 có sự tham gia của Gregory Harrison, Mark Linn-Baker và Lisa Hartman. Phim được đạo diễn bởi Martha Coolidge và kịch bản được viết bởi Allen Estrin và Mark Estrin.

## Nội dung
Gordon (Linn-Baker) và Sydney (Hartman) là cặp tình nhân mới đính hôn, đều là những người làm việc mẫn cán, chịu nhiều căng thẳng và mệt mỏi trong công việc. Họ quyết định lập một chuyến đi ngắn trên biển. Tuy nhiên sau đó hai người bị lạc đường và dạt vào một hòn đảo tên là Luhana. Tại đây họ gặp Bill (Harrison), một người đàn ông Mỹ đã sống ở hòn đảo này trong 3 năm và cũng là chủ nhân của nó. Sau cùng Sydney bắt đầu phải lòng Bill. Họ dạo bước trên bờ biển cùng nhau và rồi cùng bơi dưới lòng đại dương, kế đến họ cũng làm tình ngay dưới biển. Trong khi đó Gordon nằm phơi nắng trên bờ vì bị đau lưng sau khi chặt một cây cọ để làm thuyền, anh gặp Tarita, người tiết lộ sau này là bạn gái của Bill. Khi Sydney phát hiện ra, cô vô cùng tức giận. Sydney và Gordon sau đó chơi trò Monopoly như thể họ đang trong một cuộc chiến. Tiếp đó Gordon phải lòng Tarita bởi trước đó cô này đã xoa bóp chữa cơn đau lưng cho anh. Và kết quả là hai cặp đôi mới Bill–Sydney và Gordon–Tarita bỏ tình nhân cũ để phát triển tình cảm cho nhau. Nhưng rồi Sydney phát hiện ra Bill trốn trên đảo bởi anh đang bị truy nã vì tội giao dịch nội gián. Cảnh sát biển đến hòn đảo để giải cứu Gordon–Sydney, tuy nhiên Sydney đã không tiết lộ thân phận của Bill cho cảnh sát bởi cô rất yêu anh. Nhưng khi Gordon–Sydney trên đường về nhà, Gordon nhảy khỏi thuyền và bơi trở về chỗ hòn đảo với Tarita. Sydney định trở lại New York, nhưng trong lòng cô vẫn thầm nhớ Bill, và thế là cô lại lên phà quay lại hòn đảo. Bill lúc này đã cạo râu và mặc một bộ vét xuất hiện trên phà gây bất ngờ cho Sydney, bởi anh muốn trở về với cuộc sống trước đây của mình ở chốn thành thị. Anh nói với cô rằng anh đã thu xếp mọi thứ xong xuôi cũng như vụ án của anh đã được giải quyết, còn hòn đảo thì giao lại Gordon sở hữu. Bill còn thú nhận rằng anh làm những việc trên là để đi theo tiếng gọi của tình yêu với Sydney, rồi hai người hôn nhau ở cảnh kết phim. Phim khép lại với hạnh phúc trọn vẹn cho hai cặp tình nhân.

## Phân vai
- Gregory Harrison vai Bill Buzell
- Mark Linn-Baker vai Gordon Perkins
- Lisa Hartman vai Sydney Wayne
- Charlotte Lewis vai Tarita

## Đánh giá
Trong một bài nhận xét, tạp chí Variety miêu tả bộ phim là "giải trí theo hướng nhẹ nhàng" và cho rằng đạo diễn Martha Coolidge "[đã] làm tốt công việc của mình với những gì cô có trong tay, dù cho các biên kịch Allen Estrin và Mark Estrin không giúp đỡ quá nhiều để đáp ứng cho cô." Nhật báo Los Angeles Times thì chỉ trích bộ phim có một cốt truyện sơ sài.